# Brezent

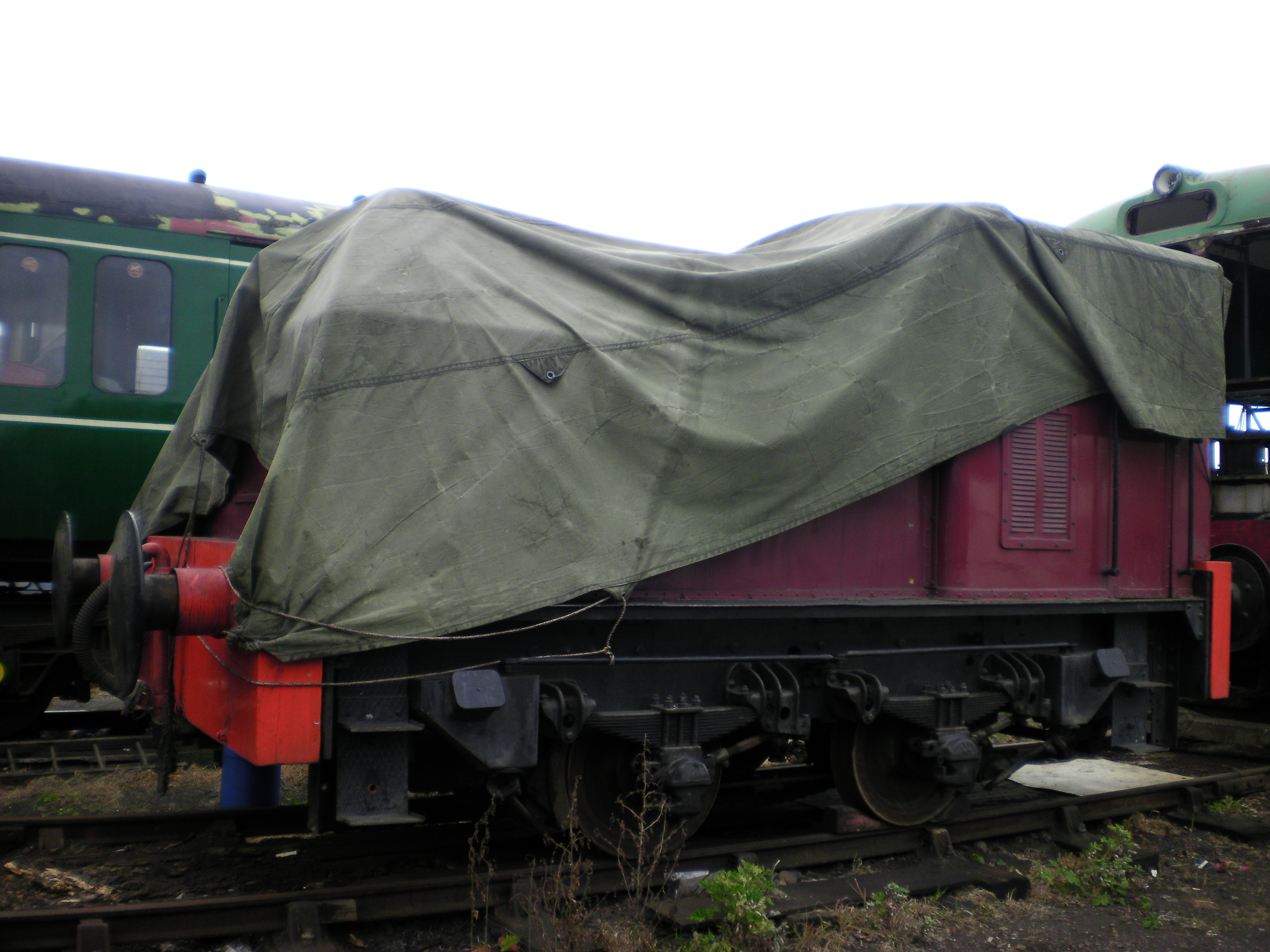
Plandeka brezentowa

Brezent – gruba, mocna, wykonana z włókien naturalnych (np. bawełnianych, lnianych) tkanina impregnowana, używana do wyrobu nieprzemakalnej odzieży, namiotów, plandek, pokrowców i plecaków. Charakteryzuje się nieprzemakalnością i dużą wytrzymałością. W celu polepszenia właściwości, przy jej produkcji stosuje się impregnacje wodoodporną, ognioodporną i przeciwgnilną oraz dodatki włókien syntetycznych.